# Gil Gomes
Nélson Gil de Almeida Gomes, conosciuto come Gil (Luanda, 2 dicembre 1972), è un ex calciatore angolano naturalizzato portoghese, attaccante.

## Biografia
È padre di Angel Gomes, anch'egli calciatore professionista.

## Carriera

### Club
Cresciuto nelle giovanili del Benfica, disputa la sua prima stagione da professionista nell'Ovarense, per poi trasferirsi in Francia al Tours. Dopo esser tornato per altre due stagioni in Portogallo, milita in Svizzera e Stati Uniti fino ad approdare in Italia all'Avellino, in Serie C1. Chiude la carriera da professionista nelle serie inferiori inglesi.

### Nazionale
Rappresenta il Portogallo nelle varie nazionali giovanili, fino a diventare campione del mondo nel 1991 con la Nazionale Under-20 e vicecampione d'Europa nel 1994 con la Nazionale Under-21, giocando con calciatori del calibro di Luís Figo e Manuel Rui Costa.

## Palmarès

### Nazionale
- Campionato mondiale Under-20: 1

Portogallo 1991